# Empoasca sundaica
Empoasca sundaica är en insektsart som beskrevs av Bergman 1956. Empoasca sundaica ingår i släktet Empoasca och familjen dvärgstritar. Inga underarter finns listade i Catalogue of Life.